# Томин Василь Адольфович
Василь Адольфович Томин (нар. 22 липня 1959, Угринів, УРСР) — український журналіст, редактор. Член Національної спілки журналістів України (1986).

## Життєпис

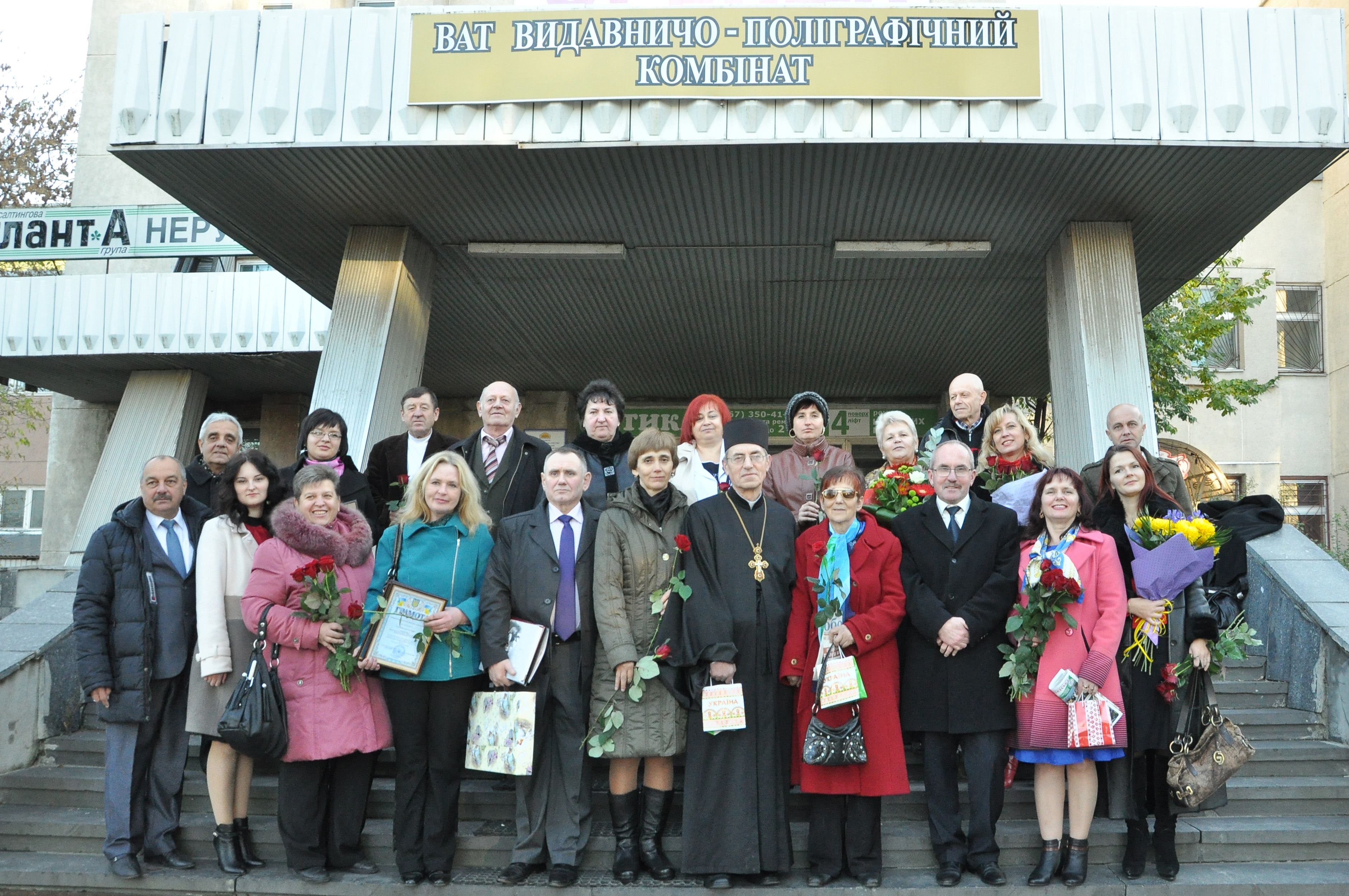
Колектив газети «Свобода» в день святкування 25-річчя (28.10.2015)

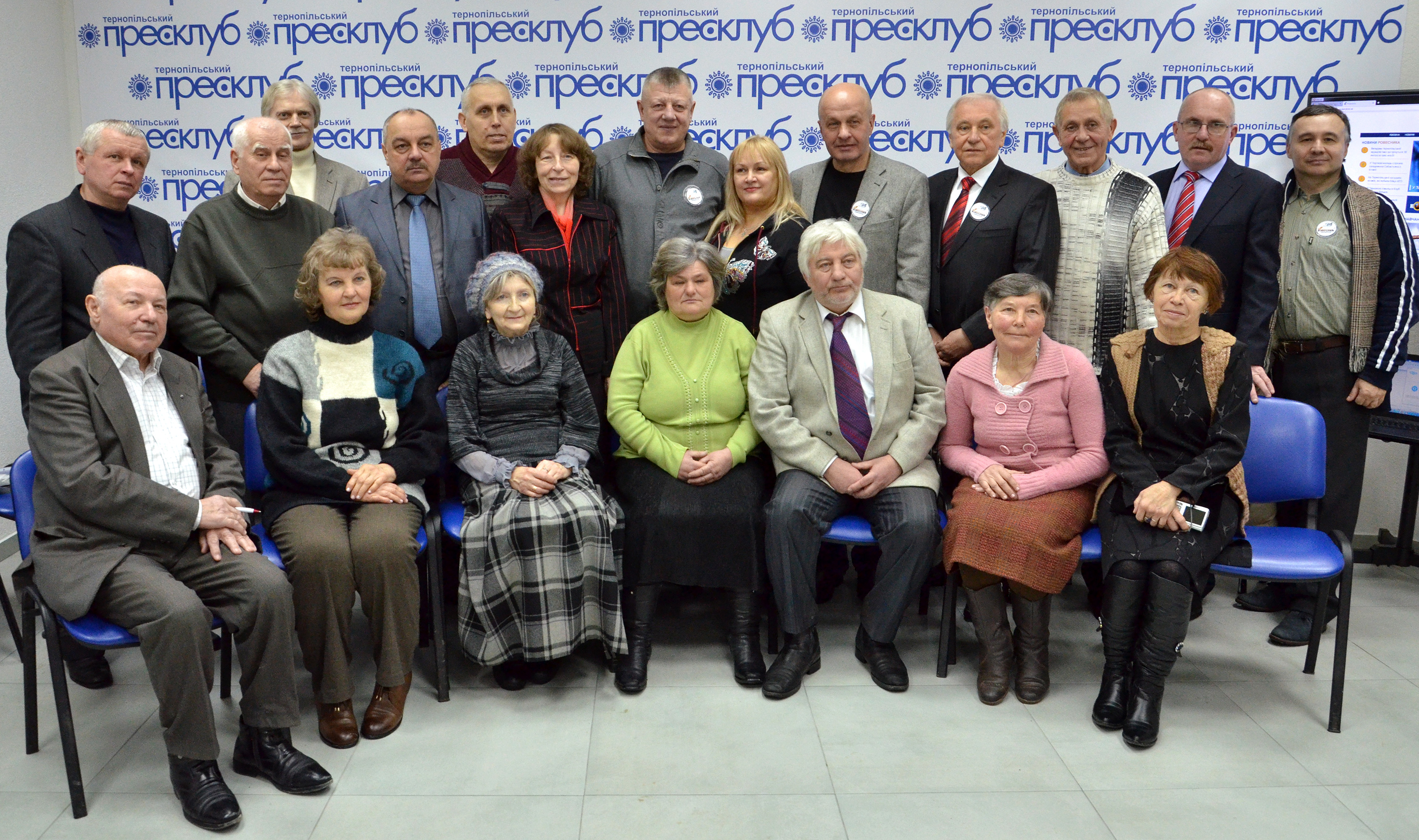
Зустріч журналістів-ветеранів газети «Ровесник» у Тернопільському прес-клубі (10.02.2017)

Василь Томин народився 22 липня 1959 року в селі Угринові, нині Підгаєцької громади Тернопільського району Тернопільської области України.
Закінчив Львівський будівельний технікум і факультет журналістики університету (1984). Працював кореспондентом у редакції бережанської районної газети «Нове життя» (1984—1986), молодіжної газети «Ровесник», (1986—1991, із перервами), газеті «Вільне життя» (1989), художнім редактором у міжобласній газеті «Західна Україна» (1991—1996), обласній газеті «Свобода» (1996—2002), головним редактором газети «Тернопіль вечірній» (2002—2006), завідувачем сектору пресслужби патронатної служби, головним спеціалістом управління інформації та зв'язків із громадськістю Тернопільської ОДА, відповідальним секретарем обласної газети «Свобода», нині — відповідальний секретар газети «Сільський господар плюс».
Власний кореспондент австралійської державної радіокомпанії SBS-Radio.
Був заступником голови Тернопільської обласної організації НСЖУ.

## Доробок
Автор гуморесок та усмішок, опублікованих у періодиці, збірниках.